# Alphonse Aulard
Alphonse François Victor Aulard, född 19 juli 1849 i Montbron, död 23 oktober 1928 i Paris, var en fransk historiker.
Aulard blev efter fullbordade studier lärare vid olika lyceer och fakulteter samt utnämndes 1885 till förste innehavare av den professur vid Sorbonne i franska revolutionens historia, som Paris kommun beviljat medel till och var fram till 1924 innehavare av denna, då han efterträddes av Sagnac. Största delen av sin historiska forskning ägnade Aulard franska revolutionen; här samlade han kring sig en skola av yngre vetenskapsidkare; deras organ var den sedan 1890 utkommande tidskriften La Révolution française. 
Aulard polemiserade mot äldre forskares, särskilt Taines ofta schematiska framställning av revolutionen, och istället för abstrakta teoretiskt grundade uppfattningar krävde han studier av källmaterialet från tiden. Konflikten med Taine gällde också ett politiskt ståndpunktstagande där Aulard polemiserade mot Taines konservativa revolutionskritik. Aulard var i tredje republikens anda en beundrare av Danton framför andra revolutionsledare. Aulard mottog från en motsatt ståndpunkt kritik av sin främsta elev Albert Mathiez vilken var en hängiven försvarare av Robespierre, och deras offentliga meningsbrytning pågick under flera decennier.
Sina uppsatser om revolutionen sammanförde han i Ètudes et leçons sur la révolution française (7 band 1893-1913). Aulards egna antiklerikala och radikala övertygelse gjorde honom till en revolutionens försvarare mot forskare av annan uppfattning (redogjort för i hans Polémique et historie (1903)). Hans forskning uppdagade dittills obelysta faktorer i franska revolutionens historia och förde forskningen framåt.
Bland hans andra arbeten märks: Les orateurs de l'Assemblée constituante (1882), Les orateurs de la Législative et de la Convention (2 band, 1885), Le culte de la Raison et le culte de l'Être suprême (1892), La révolution française et le régime féodal (1919), Le partriotisme français de la renaissance à la rèvolution (1922).